# Ictitherium
Ictitherium ist eine ausgestorbene Gattung der Hyänen, die im Miozän weit über Eurasien und Afrika verbreitet war.

## Merkmale
Ictitherium war schlanker gebaut als die heutigen Hyänen. Seine Beine waren graziler, die Hinterbeine länger, so dass die Rückenlinie nach hinten nicht so stark abfiel, wie es für heutige Hyänen typisch ist. Der Hals war länger, der Schädel weniger robust. Insgesamt glichen die Tiere eher einer langbeinigen Zibetkatze (Viverrinae / Artepitheton viverrinum der Typusart) als einer Hyäne. Ictitherium erreichte eine Schulterhöhe von 60 Zentimetern und eine Länge von 1,2 Metern.
Die Gattung wurde 1977 von Ginsburg in einer eigenen, Ictitheriinae genannten Unterfamilie innerhalb der Hyaenidae gestellt und 1982 von Kurten wieder direkt in die Hyaenidae eingeordnet.

## Arten
- Ictitherium viverrinum (Typusart)
- Ictitherium syvalense
- ?Ictitherium arambourgi
- ?Ictitherium hipparionum
- ?Ictitherium orbingyi
- ?Ictitherium sinence